# 地域環境科学科
地域環境科学科（ちいきかんきょうかがくか）は、かつてあった大学の学科の一つで主に農業工学や生態環境科学教育を習得する。農学部に設置されていた。

## 設置されていた大学
- 島根大学生物資源科学部地域環境科学科（生態環境科学教育コース, 環境資源工学教育コース, 地域工学教育コース）は、ほかの学科とともに2017年度入学生以降は以下の通りに再編された
  - 生命科学科（細胞生物学コース、水圏・多様性生物学コース、生命機能化学コース、食生命科学コース）
  - 農林生産学科（資源作物・畜産学コース、園芸植物科学コース、農業経済学コース、森林学コース）
  - 環境共生科学科（環境生物学コース、生態環境学コース、環境動態学コース、地域工学コース）
- 茨城大学農学部地域環境科学科は、ほかの学科とともに2017年度入学生以降は食生命科学科（国際食産業科学コース、バイオサイエンスコース）や地域総合農学科（農業科学コース、地域共生コース）に再編された。

## 設置予定の大学
- 岩手大学農学部
  - 農林環境科学科（環境デザイン学講座ほか）から食料生産環境学科農村地域デザイン学コースが設置されていたが、2025年の学部改組で設置の予定

## 類似の学科を設置している大学
- 京都大学農学部、弘前大学農学生命科学部に地域環境工学科（地域環境工学・地域環境計画学コースほか）がある
- 大阪府立大学生命環境科学域には緑地環境科学類が設置されていた。大阪公立大学農学部開学後も、同学類を基に緑地環境科学科に改組し設置

- 石川県立大学生物資源環境学部には環境科学科が設置されている。系と分野は以下の通り
  - 田園資源活用系（環境利水学分野、大気環境学分野、農地環境学分野、土壌環境学分野）
  - 生物環境保全系（動物生態学分野、植物生態学分野、微生物生態学分野）
  - 水環境管理系（地域水工学分野、地域施設学分野、地域水環境学分野、水利システム学分野）
  - 里山里海創生系（流域環境学分野、地域計画学分野、緑地環境学分野）